# Racing Olympic Club Flémalle
Ne pas confondre avec le Royal Olympic Club Flémalle (le ROC Flémalle d'origine), ancien club de la localité de Flémalle.
Maillots
Dernière mise à jour : 20 janvier 2022.
Le Racing Olympique Club Flémalle, abrégé en ROC Flémalle, est un ancien club belge de handball situé à Flémalle près de Liège. Anciennement Handball Club Flémalle, la fondation du club, en 2010, résulte du déménagement à Herstal du matricule 6 du Royal Olympique Club Flémalle. En 2025, le ROC Flémalle récupère le matricule 6, alors à Herstal.
Porteur du matricule 599, le club était affilié à la LFH. 

## Histoire
À la suite du déménagement du matricule 6 à Herstal, la pratique du handball n'existait plus à Flémalle. Pour remédier à ce manque, d'anciens joueurs du défunt ROC Flémalle décide de recréer un club de handball en 2010, soit à peine un an après la fusion. Ce nouveau club prend le nom de Handball Club Flémalle et obtient le matricule 599.
En 2012, le club change de nom pour ROC Flémalle, reprenant ainsi le célèbre acronyme. Toutefois, le club ne peut prétendre s'appeler Royal étant donné qu'il lui faut 50 années d'existence. Le R signifiant désormais Racing.

## Parcours

### Noms
Le club a été nommé sous deux appellations différentes :
- HC Flémalle (2010-2012) 
  - Officiellement : Handball Club Flémalle
- ROC Flémalle (Depuis 2012) 
  - Officiellement : Racing Olympic Club Flémalle

## Comité
- Président : François Perez
- Secrétaire : Emmanuil Matzaris
- Trésorier : Jérémy Hourlay

## Palmarès
| Section dame                                  | Section homme                                            |
| - D1 LFH (2) - Premier : 2012/2013, 2015/2016 | - Promotion Liège (2) : - Premier : 2016/2017, 2018/2019 |

## Logo

Ancien logo
Ancien actuel
Logo actuel